# Външна политика на Малта
За няколко години след получаване на независимостта през 1964 г. Малта следва политика на тесни отношения с Обединеното кралство и други държави от НАТО.
Това се променя след идването на власт на Малтийската трудова партия през юли 1971 г., водена от Дом Минтоф. Тогава седалището на НАТО в Малта е затворено по предложение на правителството. Британската армия остава в Малта до 1979 г.
На 1 май 2004 г. Малта става пълноправен член на Европейския съюз. Държавата членува също в Организацията на обединените нации, Британската общност, Съвета на Европа, Организацията за сигурност и сътрудничество в Европа и други международни организации.
Основната политика на Малта е насърчаване на мира и развитието на Средиземноморския регион.

## Посолства
Малта има посолства в следните държави.
| - Австралия* - Австрия - Белгия - Китай - Дания - Египет - Франция - Германия - Гърция - Индия - Ирландия | - Израел - Италия - Либия - Нидерландия - Португалия - Русия - Малтийски орден - Испания - Тунис - Великобритания * - САЩ |

## Европа
| Държава  | Първи дипломатически взаимоотношения | Notes |
| -------- | ------------------------------------ | --- |
| Австрия  |                                      | - Австрия има посолство в Та'Шбиш. Малта има посолство във Виена и 4 почетни консулства (В Инсбург, Линц, Залцбург и Виена). - И двете държави са членове на Европейския съюз - Австрийското Министерство на Външните работи: Списък на договорите между двете държави (немски) Архив на оригинала от 2012-12-15 в archive.today - Австрийското посолство във Валета - Малтийските представителства в Австрия                                                 |
| Беларус  | 1991                                 | - Беларус е представен в Малта чрез посолството си в Рим, Италия. - Малта е представена в Беларус чрез посолството си в Москва, Русия. |
| Белгия   |                                      | - И двете държави започват дипломатически връзки скоро след независимостта на Малта. - Белгия има посолство във Валета - Малта има посолство в Брюксел и почетно консулство в Антверпен. - И двете държави са пълноправни членки на Европейския съюз. |
| България |                                      | - България е представена в Малта чрез посолството си в Рим, Италия. - Малта има две почетни консулства в България (в София и Варна). - И двете държави са пълноправни членки на Европейския съюз. |
| Хърватия | 1992-06-30                           | - Хърватското посолство в Рим, Италия е също акредитирано за Малта. - Малта има почетно консулство в Загреб. - Хърватско министерство на външните работи: Списък на договори с Малта Архив на оригинала от 2011-07-19 в Wayback Machine. - Министерство на външните работи на Малта-Взаимоотношения с Хърватия. |
| Кипър    |                                      | - И двете държави са пълноправни членки на Европейския съюз и на Общността на нациите. - Кипър е представен в Малта чрез акредитираното си посолство в Рим, Италия. - Малта е представена в Кипър чрез акредитираното си посолство в Атина, Гърция. - Политическите взаимоотношения са близки заради близостта между двете държави (исторически, икономически и регионални). - на договорите между двете държави в Министерството на външните работи на Кипър |
| Чехия    |                                      | - Чехия е представена в Малта чрез посолството си в Рим, Италия, и чрез почетното си консулство във Валета. - Малта е представена в Чехия чрез посланик във Външното министерство във Валета. - И двете държави са пълноправни членки на Европейския съюз. |
| Дания    |                                      | - Дания е представена в Малта чрез посолството си в Рим, Италия и чрез почетното консулство във Валета. - Малта има посолство в Копенхаген и 3 почетни консулства (в Орхус, Копенхаген и Оденсе) - И двете държави са пълноправни членки на Европейския съюз. |
| Естония  | 1992-01-01                           | - Малта признава Естония на 26 август 1991. - Естония е представена в Малта чрез посолството си в Рим, Италия. - Малта е представена в Естония чрез посланик във Валета (в МВнР) и чрез почетно консулство в Талин. - И двете държави са пълноправни членки на Европейския съюз. - Министерство на външните работи на Естония-Връзки с Естония Архив на оригинала от 2007-07-18 в Wayback Machine.                                                            |
| Франция  |                                      | - И двете държави са пълноправни членки на Европейския съюз. - Франция има посолство в Малта. - Президентът на Франция, Никола Саркози, отива на частна екскурзия в Малта малко след избирането му през 2007. - Френското Външно министерство-Взаимоотношения с Малта |
| Грузия   | 1993-01-02                           | - Грузия е представена в Малта чрез посолството си в Рим, Италия. - Малта е представена в Грузия чрез посолството си в Москва, Русия. - И двете страни са пълноправни членки на ОССЕ и Съвет на Европа. - Грузинско Външно министерство-Отношения с Малта Архив на оригинала от 2008-09-03 в Wayback Machine. |
| Италия   |                                      | - И двете държави започват официални взаимоотношения скоро след независимостта на Малта.B - Италия има посолство във Валета. - Малта има посолство в Рим и 18 почетни консулства (в Бари, Болоня, Бреша, Каляри, Катания, Генуа, Ливорно, Милано, Неапол, Палермо, Перуджа, Реджо ди Калабрия, Савона, Сиракуза, Торино, Триест и Венеция) - И двете държави са пълноправни членки на Европейския съюз и на Средиземноморски съюз.                            |
| Косово   |                                      | - Косово обявява независимостта си от Сърбия на 17 февруари 2008, а Малта признава Косово на 21 август 2008. |